# Allied Domecq
Allied Domecq PLC foi uma companhia inglesa que produzia bebidas alcoólicas e operava cadeias de fast food. Em 2005 foi comprada pela Pernod Ricard.